# Terry Farrellová
Terry Farrellová (* 19. listopadu 1963 Cedar Rapids, Iowa), vlastním jménem Theresa Lee Farrell, je americká herečka a bývalá modelka.
Již jako mladistvá byla poměrně vysoká a ve svých 16 letech podepsala smlouvu s magazínem Mademoiselle. Zatímco se věnovala modelingu, studovala také herectví a v roce 1984 se poprvé objevila na televizní obrazovce v seriálu Papírové panenky. V průběhu 80. let a na začátku 90. let 20. století byla obsazena do menších rolí v seriálech jako byly např. v Cosby Show, The Twilight Zone nebo Quantum Leap, kromě toho dostala roli Kočky ve druhém americkém pilotu sitcomu Červený trpaslík, který však nebyl americké verzi realizován. V letech 1993–1998 hrála postavu Jadzie Dax, vědeckého důstojníka vesmírné stanice Deep Space Nine ve sci-fi seriálu Star Trek: Stanice Deep Space Nine, po šesté sezóně se však rozhodla odejít a Jadzia byla na televizních obrazovkách zabita. Mezi lety 1998 a 2002 dále působila v roli Reginy Kostasové v sitcomu Becker. Její filmografie není příliš rozsáhlá, hrála např. ve snímcích Návrat do školy (1986), Hellraiser III: Peklo na Zemi (1992), Danielle Steel: Hvězda (1993) a dalších.
V roce 2002 se vdala za herce Briana Bakera, se kterým má syna. Manželství skončilo rozvodem v roce 2015.
V březnu 2018 se vdala za Adama Nimoye, syna Leonarda Nimoye.